# Mielen-sur-Alost
Mielen-sur-Alost (en néerlandais : Mielen-boven-Aalst) est une section de la commune belge de Gingelom située en Région flamande dans la province de Limbourg. C'était une commune à part entière avant la fusion des communes de 1971.
Son nom provient de Alost (en néerlandais : Aalst) dans la commune de Saint-Trond.

## Démographie

### Évolution démographique
- Sources : INS, Rem. : 1831 jusqu'en 1961 = recensements[2].